# JSTOR
JSTOR（Journal STORage，意为期刊存储），创立于1995年，是一个提供学术期刊內容的在线網站。用戶通過該網站可以全文搜索发表在数百本知名学术期刊上的文章的电子版內容。这些学术期刊最早可以追溯到1665年。JSTOR设在纽约，由创立。 
建立JSTOR的最初设想是为了解决图书馆，特别是学术图书馆面临的一个共同问题，那就是存放的学术期刊数目的增长。由于成本和所需空间的增加，许多图书馆发现保持期刊的完整性和多样化的开销相当大。JSTOR允许图书馆外包学术期刊的储存资源并且让图书馆对期刊的长期可利用性有信心。 
在线浏览和全文搜索功能大大提高了期刊的可访问性。到2007年3月为止，数据库共容纳了706本期刊标题和超过162,616册个体期刊发行本，总计2345.4万个文章页面。

## 访问权限
参与JSTOR的图书馆和大学的成员可以免费从互联网访问。个人还可以通过对一些期刊出版商的付费从JSTOR访问期刊的文章，不过只能浏览其付费的出版商发行的期刊。

## 版本控制
许多JSTOR上的期刊的存有量由移动墙（Moving wall）控制。所谓移动墙是指期刊现发行本发行的时间和其现发行本存放到JSTOR的时间之间的间隔。这个时间间隔是由JSTOR和出版商的协议书决定的，一般介于3到5年。出版商还可以要求将移动墙改为固定墙（Fixed wall）。固定墙是指一个特定日期， 在那个日期之后JSTOR不能增加新的发行本到其数据库。当一个出版商从它自己控制的网站发表文章时，固定墙往往就被安排下来了。
JSTOR的姐妹机构是ARTstor，一个收集艺术作品数字图像的在线系统。其运行模式和JSTOR相似。